# 京都市右京中央図書館
京都市右京中央図書館（きょうとしうきょうちゅうおうとしょかん）は、京都府京都市右京区にある公共図書館。京都市図書館のうちの1館であり、4館ある「中央図書館」の一つ。

## 概要
従来の右京図書館の老朽化により、京都市営地下鉄東西線太秦天神川駅開業に合わせて整備された複合施設サンサ右京へ移転、規模を拡大して右京中央図書館として2008年(平成20年)6月30日に開館した。初代館長は中西進。京都市図書館の中で最新の図書館であり、最大の面積を持つ。年間入館者数も66万8千人と2位の京都市中央図書館の約1.5倍で最も多い。新図書館の計画にあたっては、市民を対象としたアンケート調査を実施して利用者の要望を取り入れたほか、「新中央図書館基本構想」の機能のうち、京都に関する情報・資料を網羅的に収集提供する「京都大百科事典的図書館」機能と充実したIT環境について、先行的に整備が行われている。

### 館内
サンサ右京の3階にあり、メインエントランスからエレベーターで上がる。中央に貸出カウンターとリファレンスカウンターがある。フロア各所に図書検索機(OPAC)、自動貸出機が設置されている。
- 書架フロア
  - 一般書(149席)
  - ティーンズコーナー
  - 新聞・雑誌(39席)
  - 電子メディアゾーン - インターネット接続端末が設置されており、一部は新聞記事などの商用データベースの利用が可能である。[5]
  - 参考図書・京都資料
  - 視聴覚資料
  - 児童書(42席)

- その他設備
  - レファレンスルーム(42席)
  - 屋外テラス(42席) - 建物の一部が「緑のステップルーフ」として階段状になっており、屋外にテラス席が設けられている。[6]
  - 読書室
  - アシストルーム - 多目的に利用可能なスペースで、授乳などでの利用も可能である。
  - 研修室1・2

### 開館時間
2014年6月1日より午前9時30分開館となった。
- 平日：午前9時30分～午後8時30分（児童のみの利用は午前9時30分～午後5時まで）[8]
- 土曜・日曜・祝日：午前9時30分～午後5時[8]

### 休館日
- 火曜日（火曜日が祝日のときはその翌平日）、年末年始[8]

## 右京図書館
右京中央図書館の前身となった右京図書館は、1982年8月に8番目の京都市図書館として開館した。建物は2階建で東映太秦映画村に隣接しており、映画のパンフレットの展示、映画に関する図書のコーナーの設置なども行っていた。
閉館後、図書館の建物は取り壊され、現在はマンション「エスリード太秦レジデンス」が建設されている。

## 沿革
- 1982年(昭和57年)8月19日 - 右京図書館開館[2]
- 2008年(平成20年)3月31日 - 右京図書館閉館[2]
- 2008年(平成20年)6月30日 - 右京中央図書館開館[2]

## アクセス
- 京都市営地下鉄東西線太秦天神川駅下車
- 京福電車嵐山本線嵐電天神川駅下車
- 京都市バス11系統、8系統、27系統、70系統、特71系統、75系統、80系統、84系統、特93系統「太秦天神川駅前」下車

サンサ右京の駐車場・駐輪場が利用可能である。
- 駐車場 - 1時間まで無料（普通車79台）
- 駐輪場 - 2時間30分まで無料（自転車210台、原付バイク 23台、大型自動二輪 2台）